# Турко каштановий
Турко каштановий (Pteroptochos castaneus) — вид горобцеподібних птахів родини галітових (Rhinocryptidae).

## Поширення
Вид поширений в центральній частині Чилі та на заході Аргентини. В Чилі трапляється від провінції Кольчагуа до провінцій Консепсьйон і Біобіо. Південна межа ареалу визначається від гирла річки Біо-Біо, на схід до її впадіння в річку Лаха і далі на схід, уздовж північного узбережжя річки Лая. Він досягає висоти 1550 метрів над рівнем моря. В Аргентині він поширений на висоті від 1450 до 1550 метрів над рівнем моря в невеликому секторі на північному заході провінції Неукен.

## Опис
Птах завдовжки до 25 см і вагою 158—185 г у самців і 130—175 г у самиць. На черевній частині його тіла і перед головою домінує рудий колір оперення; задня частина так само і все, що спина до хвоста, переходить від сланцевого до димчасто-чорного кольору. Вони також виділяють помітну білувату вушну зону, а також ділянку на спині та над хвостом з темно-рудим пір'ям, що закінчується чорними та жовтуватими смугами. Його великі ноги чорнуваті, як і дзьоб.

## Спосіб життя
Трапляється на лісовій підстилці у густому лісі. Раціон складається з жуків та їхніх личинок, а також насіння, яке він викопує ногами з землі. Кладка відбувається з листопада по грудень. Чашоподібне гніздо з дрібних трав розташовується на кінці нори, іноді всередині порожнистої колоди. У кладці 2 яйця.